# Pauselijk Bijbelinstituut

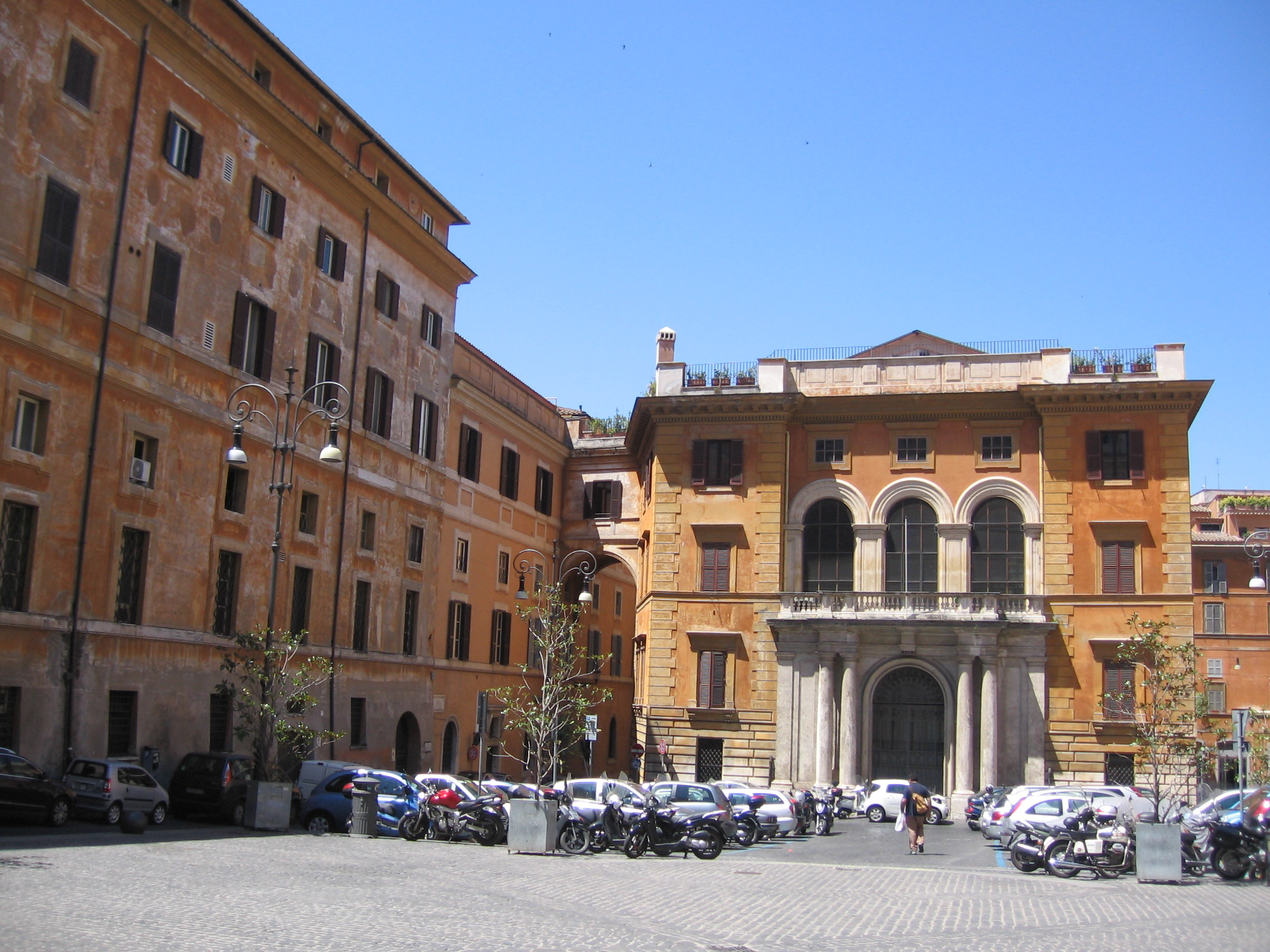
Het Pauselijk Bijbelinstituut

Het Pauselijk Bijbelinstituut in Rome is een universitaire instelling van de Heilige Stoel. Het Instituut werd al in 1902 door paus Leo XIII voorzien, maar werd pas in 1909, door zijn opvolger, paus Pius X daadwerkelijk gesticht. Op 7 mei van dat jaar gaf Pius X - in zijn apostolisch schrijven Vinea Electa - de Jezuïeten de opdracht de organisatie van het instituut ter hand te nemen. Het doel van het Instituut was om een centrum te zijn van "fundamenteel onderzoek naar de Heilige Schrift om zo effectief mogelijk de Bijbelse doctrine en alle verwante aangelegenheden te bevorderen in de geest van de Katholieke Kerk". Het instituut speelde ook een rol in Pius' strijd tegen de zogenoemde modernisten daar het een bolwerk moest zijn tegen al te historiserende Bijbeluitlegging die juist in die dagen, met name in protestantse kringen, steeds meer aan gangbaarheid won. Het Instituut bereidde aanvankelijk studenten voor op het examen bij de Pauselijke Bijbelcommissie, maar in 1916 gaf paus Benedictus XV het Instituut het recht om zelf graden te verlenen. Paus Pius XI verbond het Instituut aan de Pontificia Università Gregoriana, zodat het Instituut ook het ius promovendi verkreeg. Het instituut heeft van meet af aan een succursaalhuis in Jeruzalem waar studenten de Heilige Schrift dicht bij de bron kunnen bestuderen.
José-Maria Abrego de Lacy is sinds 2008 rector van het instituut.

## Oud-leerlingen
- Bernardus Alfrink
- Jan Liesen